# シュレックシリーズ
『シュレック』シリーズは、ドリームワークス・アニメーションが製作したアメリカ合衆国の3Dコンピュータアニメーションシリーズである。

## 映画シリーズ

### シュレック (2001年)
『シュレック』（Shrek）は、2001年のアメリカ映画。ファンタジー映画、アドベンチャー映画、コメディ映画。フルCGのアニメーション映画。
1990年にウィリアム・スタイグによって書かれた絵本『みにくいシュレック』を原作とする。2001年に設けられたアカデミー長編アニメ賞の最初の受賞作品となる。
本作の続編として、2004年には『シュレック2』、2007年には『シュレック3』、2010年には『シュレック フォーエバー』が公開された。またスピンオフに『長ぐつをはいたネコ』『長ぐつをはいたネコと9つの命』が制作されている。

### シュレック2 (2004年)
『シュレック2』（Shrek 2）は、2004年のアメリカ合衆国の映画。ファンタジー映画、アドベンチャー映画、コメディ映画。
興行収入は世界で9億1983万8758ドル。世界歴代興行収入上位の映画一覧の20位であり（2012年現在）、アニメーション映画では第3位（第1位は『トイ・ストーリー3』）で、ディズニー映画以外では第1位である。

### シュレック3 (2007年)
『シュレック3』（Shrek The Third）は、2007年5月18日に公開されたアメリカ合衆国の映画。ファンタジー映画、アドベンチャー映画、コメディ映画。フルCGで作られたアニメーション映画である。

### シュレック フォーエバー (2010年)
『シュレック フォーエバー』（Shrek Forever After）は、2010年のアメリカ合衆国のアニメ映画。『シュレック』シリーズ最終章。

### 長ぐつをはいたネコ (2011年)
『長ぐつをはいたネコ』（ながぐつをはいたネコ、Puss in Boots）は、ドリームワークス・アニメーション製作によるコンピュータアニメーション映画である。
『シュレック』シリーズの前日譚であり、同シリーズ2作目『シュレック2』（2004年）のキャラクターである長ぐつをはいたネコを主役
としたスピンオフ作品である。監督は『シュレック3』（2007年）のクリス・ミラーである。本作で今まで明かされなかった長ぐつをはいたネコの本当の名前が明らかになった。
北米公開日は2011年10月28日であり、RealD 3D及びIMAX 3Dで上映された。

### 長ぐつをはいたネコと9つの命 (2022年)
『長ぐつをはいたネコと9つの命』（ながぐつをはいたネコと9つのいのち、Puss in Boots: The Last Wish）は、ドリームワークス・アニメーション製作によるコンピュータアニメーション映画であり11年ぶりの続編。監督はジョエル・クローフォード。

### シュレック5 (2026年)
『シュレック5（原題）』（Shrek 5）は、2026年のアメリカ合衆国のアニメ映画。『シュレック』シリーズ第5作。

## アニメ

### 長ぐつをはいたネコ: おとぎ話から脱出せよ! (2015年-2018年)
『長ぐつをはいたネコ: おとぎ話から脱出せよ!』(原題: The Adventures of Puss in Boots) は、アメリカのコンピュータアニメーションのウェブテレビシリーズ。このシリーズは、2015年1月16日にNetflixで最初の5つのエピソードで初公開された。第6シーズンと最終シーズンは2018年1月26日にリリースされた。

## スペシャル

### シュレックの愉快なクリスマス (2007年)
『シュレックの愉快なクリスマス』(原題: Shrek the Halls) は、2007年11月28日水曜日にアメリカのテレビネットワークABCで初公開された、アメリカのクリスマスのコンピューターアニメーションコメディーテレビスペシャル。

### 長ぐつをはいたネコ『悪の三銃士』(2012年)
「長ぐつをはいたネコ『悪の三銃士』」(原題: Puss in Boots: The Three Diablos) は、2012年のアメリカのコンピューターアニメーションのショートアドベンチャーコメディ映画、そして長ぐつをはいたネコの続編。

## キャラクター

### メイン

#### シュレック側
シュレック
声: マイク・マイヤーズ/浜田雅功、西凜太朗（『4-Dアドベンチャー』『泥んこコレクション』『愉快なクリスマス』）
巨大で緑色の肌の怪物で本作の主人公。普段は気難しく口は悪いが本質は優しい性格。相手をからかったり、冗談を言うのが好きな所があり、よくドンキーに憎まれ口を叩いている。見た目通り力自慢で強引だが一方で博学的で冷静な部分を持ち合わせており、何度もピンチを切り抜けている。当初は怪物として恐れられ、その事を苦悩していたが仲間想いな所や各地での活躍もあり、人気者となった。後にフィオナと結ばれ、3人の子供を授かる。
幼い頃、父親に何度も食べられそうになったらしく、その経緯からか子供達を大切にしている。
原語版ではスコットランド訛りで話しており、吹き替え版では関西弁で喋っている。

ドンキー
声: エディ・マーフィ/山寺宏一
歌うのが好きなお調子者でお喋りなロバ。偶然結果的にシュレックに助けられたことをきっかけでシュレックに付きまとい、彼と交流を深め、シュレックの親友兼相棒となった。フィオナを幽閉した城の主である雌のドラゴンを褒め倒したことで彼女から好意を寄せられ、結ばれた。その後、『シュレック２』で６匹の子供を授かった。

フィオナ姫
声: キャメロン・ディアス/藤原紀香、豊口めぐみ（『泥んこコレクション』『愉快なクリスマス』）
遠い遠い国のお姫様で本作のヒロイン。ドラゴンからシュレックに救われた。当初は運命の人が怪物であることを嫌がっていたがシュレックの本心を知り、彼と交流する内、お互い惹かれ合い、結ばれる。物腰の柔らかいお姫様な反面、ワイルドで品がない部分がある。最初は人間として生まれたものの、呪いによって昼と夜によって人間と怪物の２つの姿が入れ替わっていたが、シュレックとキスした際、怪物の方が真の姿となった。
『シュレック　フォーエバー』のシュレックがいない並行世界では自力で城を脱出し、怪物達のリーダーとなった。

長ぐつをはいたネコ（プス・イン・ブーツ）
声: アントニオ・バンデラス/竹中直人、水内清光（『泥んこコレクション』『愉快なクリスマス』『おとぎ話から脱出せよ!』）、山本耕史（『長ぐつをはいたネコと９つの命』）
シュレックとドンキーの仲間である名前の通り、長ぐつをはいた猫でシュレック達から「猫」と呼ばれている。好きな飲み物はミルクで、貝がアレルギー。
元々はハロルド国王に雇われていたが結果的に助けられたことで恩を感じ、仲間になった。キャバリアーの帽子、剣のベルト、小さな黒いケープと小さなコリントの革のブーツを身に着けている。スペイン混じりな話し方をし、キザで女好きなところがあり、ガールフレンドが多い。
可愛らしい容姿を活かし、強請ったり、相手を油断させることがあり、ドンキーから「猫被り」と呼ばれているがなんだかんだで良いコンビである。
『シュレック　フォーエバー』の並行世界ではフィオナのペットとして暮らしており、そのせいで太っており、彼女の秘密を唯一知る人物である。
原語では「プス(猫という意味の単語)」という名前で、日本語版では「ネコ」と呼ばれていたが、スピンオフでの主演作長ぐつをはいたネコと続編からは「プス」呼称に統一された。

ドラゴン

#### 長ぐつをはいたネコ側
キティ・フワフワーテ
声: サルマ・ハエック/本田貴子（初代）→ 土屋アンナ（二代目）
プスの恋敵。黒色のメスネコ。
黒色の毛皮と青色の目を持つ痩せた体が特徴。プスより数インチ背が低い。剣で革のブーツのベルトを着用。
クールかつ男勝りなネコとして振る舞う、苦悩の乙女にならず魅力的になる方法を知っている。また、せっかちになることがあるが、プレッシャーに負けることはない。
一見点数ばかり気していたが、プスとの出会いで全てが変わる。
ワンコ
声: ハーベイ・ギーエン/小関裕太

### 主な敵

#### シュレック側
ファークアード卿
声: ジョン・リスゴー/伊武雅刀
シュレックの敵役。自分こそ完璧な国王だと思い込む冷酷で横柄なデュロックの支配者だが実際は部下のカンペで国民に指示を出しているだけで内心嫌われている。小柄なことを気にしており、巨大な城を建て、シュレックからその事を見抜かれる。
魔法の鏡の提案で真の完璧を手に入れる為にフィオナを花嫁に迎える為、シュレックを利用するも結婚式にフィオナのもう一つの姿を見て拒絶し、再び幽閉しようとするもドンキーが連れてきたドラゴンに食殺られた。
『4-D』では死亡した為、幽霊となり、シュレックに復讐しようと企んだ。
フェアリー・ゴッドマザー
声: ジェニファー・ソーンダース/さとうあい
シュレック2での敵役。遠い遠い国のカリスマ的存在である妖精でチャーミング王子の母親。語られていないが続編ではアーサーの師匠のマーリンの妻。表向きは全ての者にハッピーエンドをモットーにしているが実際は怪物を差別する狡猾な偽善者でフィオナの父、ハロルド国王を脅迫し、フィオナと自分の息子を結婚させようとするも罪悪感を持ったハロルド国王に阻止され、魔法でシュレックを殺害とするも、二人を庇ったハロルド国王の鎧に跳ね返され、死亡した。

チャーミング王子
声: ルパート・エヴェレット/石塚運昇
前作にも登場したゴッドマザーの息子でシュレック3での敵役。自分の容姿に絶対の自信を持つナルシストでかなりのマザコン。元々はフィオナの婚約者だがシュレックが運命の人だったのと母親が死んだため、破棄され、酒場の笑い者となった。
逆恨みでシュレックに復讐する為、敵役達を唆し、王国を乗っ取り、舞台でシュレックを処刑しようとするもアーサーに説得で敵役達は改心し、シュレックを暗殺も失敗に終わり、舞台の塔の中に閉じ込められ、生死不明となった。
ランプルスティルスキン
声: コンラッド・ヴァーノン/劇団ひとり
シュレック フォーエバーでの敵役。魔法の取引（契約を完了）を行い、人の願いを叶えると見せかけて自分の思い通りにしようとする詐欺師。最初はフィオナの両親を騙して王国を乗っ取ろうとするがシュレックがフィオナを救ったことで阻止される。その後、フィオナと喧嘩別れしたシュレックを言葉巧みに騙し、彼が生まれた日を奪ったことで王国を乗っ取り、怪物狩りをする。消滅間近にフィオナの呪いが解けたことで契約が破棄され、並行世界は消滅し、結果的にシュレックとフィオナの喧嘩別れをなかった事になった。その後シュレック達によって捕まった。
フィフィという名前の巨大なペットのガチョウを飼っている。

#### 長ぐつをはいた猫側
ジャックとジル
声: ビリー・ボブ・ソーントン&エイミー・セダリス/辻親八&津田真澄
いわゆる夫婦。
ハンプティ・アレクサンダー・ダンプティ
声: ザック・ガリフィアナキス/勝俣州和
長ぐつをはいた猫 (プス) の幼馴染。プスと魔法の豆を見つけようとする。
しかし二人の探求は失敗し、プスは後に彼らの故郷で尊敬されるヒーローになる。プスの名声に嫉妬し、後に彼をだまして銀行を奪うのを手伝わせ、プスを無法者と名付けた。それらは当局によって追跡された。プスが逃げる間、捕らえられた。
7年後、キティ・フワフワーテと共にジャックとジルから魔法の豆を手に入れてゴールデングースを手に入れるのを手伝うようにプスを説得したが、これはすべてプスを家に戻し、彼を捨てたための復讐として逮捕されたということが明らかになる。
しかし後に心変わりし、プスとキティが大粛清を飼いならすのを助けた。最期はサン・リカルドを救うために自分自身を犠牲し、橋から落下死、その上で殻が壊れ、金の卵であることを明らかになった。
ウルフ/死神
声: ヴァグネル・モウラ/津田健次郎
大型の二足歩行の灰色オオカミな死神。黒いフード付き乗馬用マントが特徴と剃刀のように鋭い鎌を2つ持っている。鎌はハンドルで結合し、拡張して「双刃グレイブ」を形成。
狡猾かつ残忍で悪魔的な性格で、彼の邪魔をする者を喜んで殺す。また、猫が嫌いで、猫は九つの命があるという事実を認めてあり、考え自体が「バカげている」と感じている。
ビッグ・ジャック・ホーナー
声: ジョン・ムレイニー/成河
パティシエや犯罪王。身長が非常に大きく、体と頬の両方が非常に太りすぎで、顔の他の部分よりも不釣り合いに大きいという特徴がある。
服装はダブルトライアングルカットのボタン付きシャツの上に長い紫色のジャケット、白色のシャツ、ピンク色のネクタイ、茶色のズボン、小さなヒールで黒色のブーツ。
残酷かつサディスティックな誇大妄想狂として振る舞う、存在する全ての魔法をコントロールしたいという願望は自身の物語が実際のおとぎ話と比較して童謡にすぎないことに対する些細な嫉妬から生じる強迫観念と境界を接している。
魔法バッグ

ゴルディロックス
声: フローレンス・ピュー/中川翔子
3匹のクマ一家の養子。あだ名はゴルディ。一家で盗賊を行っている。

3匹のクマ
声: オリヴィア・コールマン、レイ・ウィンストン、サムソン・カヨ/楠見尚己（パパ・ベア）、魏涼子（ママ・ベア）、木村昴（ベイビー・ベア）